# Starčeviće
Starčeviće (Servisch cyrillisch Старчевиће) is een plaats in de Servische gemeente Tutin. De plaats telt 194 inwoners (2002).